# Maximilian Weltin
Maximilian Weltin, kurz Max Weltin (* 1. Juli 1940 in Linz; † 4. Jänner 2016), war ein österreichischer Archivar und Historiker. Weltin prägte durch seine Forschungen maßgeblich die verfassungshistorische Historiographie Österreichs.

## Leben und Wirken
Bereits früh verlor der 1940 geborene Maximilian Weltin seinen Vater. Dieser fiel im Zweiten Weltkrieg im Winter 1941 vor Leningrad. Weltin besuchte die Volks- und Hauptschule in Linz. Schon früh begeisterte er sich für die um seiner Geburtsstadt Linz liegenden Burgen. Von 1954 bis 1958 erlernte er den Beruf eines Schriftsetzers. Von 1959 bis 1964 besuchte er die Arbeitermittelschule in Linz, eine Abendschule. Weltin legte 1964 die Reifeprüfung ab. Ab dem Wintersemester 1964/65 studierte er Geschichte und Germanistik an der Universität Wien. Seine wichtigsten Lehrer wurden Alphons Lhotsky und Heinrich Fichtenau. Weltin absolvierte von 1968 bis 1971 den 52. Kurs am Institut für Österreichische Geschichtsforschung. In seiner Staatsprüfung bearbeitete er eine wenig bekannte Briefsammlung aus den 1260er Jahren. Im Jahr 1975 konnte er eine umgearbeitete und erweiterte Fassung dieser Arbeit unter dem Titel Die Laaer Briefsammlung veröffentlichen. Er wurde 1970 an der Universität Wien promoviert mit der von Othmar Hageneder angeregten und von Heinrich Appelt betreuten Arbeit über die Tätigkeit des Hauptmannes des Landes ob der Enns von den Anfängen bis 1400 zu untersuchen. Auch die folgenden Arbeiten hatten einen verfassungs- und rechtshistorischen Schwerpunkt.
Er fand im März 1971 eine Anstellung als Archivar im Niederösterreichischen Landesarchiv und knüpfte enge Kontakte mit dem bereits pensionierten Karl Lechner. Weltin war Schriftleiter der Zeitschrift Unsere Heimat (1973–1978) und des Jahrbuchs für Landeskunde von Niederösterreich (1976–1985). Große Beachtung fanden die drei als Jahrbuch herausgebrachten Bände Babenberger-Forschungen (1976), Ottokar-Forschungen (1978/79) und Kuenringer-Forschungen (1980/81). Ihm wurde 1994 von der Universität Wien eine Honorarprofessor für Österreichische Geschichte verliehen. Er wurde im April 2005 pensioniert.
Bei einer Tagung des Konstanzer Arbeitskreises für mittelalterliche Geschichte referierte er 1975 über die Entstehung des österreichischen Landrechts. Er korrigierte die bis dahin vertretende Sichtweise, dass die älteste Landrechtsaufzeichnung unter dem letzten Babenberger entstanden ist. Die Zeit der Abfassung sei vielmehr erst in die Jahre nach dem Sieg Rudolfs von Habsburg über den böhmischen König Ottokar anzusetzen. Wissenschaftliche Anerkennung erwarb er sich mit Aufsätzen, die von 1976 bis 1979 erschienen. Er untersuchte in einem 1976 veröffentlichten Beitrag die Entstehung der niederösterreichischen Landgerichte und datierte diese in die Mitte des 13. Jahrhunderts.
In den 1980er Jahren veröffentlichte er mehrere Spezialstudien zu verschiedenen hochmittelalterlichen Adelsfamilien. Vor allem befasste er sich mit dem Landesbegriff und mit dem Werk Otto Brunners. Er kam zur Erkenntnis, dass „das Land [ ... ] ein Personenverband [sei], das heißt, die Interessengemeinschaft einer Anzahl adeliger lokaler Machthaber mit der von ihnen als übergeordnet anerkannten Instanz des Landesherrn“ Charakteristisch für Weltins Arbeiten sind Studien, die von lokalem oder regionalem Ausgangspunkt wiederholt auch auf allgemeine Fragen mittelalterlicher Verfassungsgeschichte Bezug nehmen. Ab Mitte der 1990er Jahre verzichtete er auf die Veröffentlichung von Aufsätzen und konzentrierte sich auf die beiden großanlegten Gemeinschaftsprojekte „Wehrbauten und Adelssitze“ und Niederösterreichisches Urkundenbuch. Beim Projekt „Wehrbauten und Adelssitze“ wurden einzelne Burgen und Schlösser Niederösterreichs von Burgenarchäologen, Kunsthistorikern und von Historikern umfassend erforscht. Die ersten drei Bände der Reihe „Wehrbauten und Adelssitze Niederösterreichs“ wurden 1998, 2003 und 2014 veröffentlicht.
Ab 2001 lag sein Arbeitsschwerpunkt auf dem Niederösterreichischen Urkundenbuch. Dabei handelt es sich um ein seit der Mitte des 19. Jahrhunderts wiederholt gefordertes, aber nie umgesetztes Vorhaben. Im Jahr 2004 konnte der „Vorausband“ des Niederösterreichischen Urkundenbuches veröffentlicht werden. Weltin hat darin die Urkunden des Niederösterreichischen Landesarchivs von 1109 bis 1314 vorgelegt. Der erste Band konnte 2008 mit sämtlichen Niederösterreich betreffenden Urkunden von 777 bis 1076 erscheinen. Im Herbst 2013 wurde der als Doppelband konzipierte zweite Band mit Urkunden von 1078 bis 1158 veröffentlicht. Weltin starb Anfang 2016 in seinem 76. Lebensjahr. Bis kurz vor seinem Tod arbeitete er an einer Edition der Göttweiger Traditionsbücher.
Im Februar 2017 wurde im Gedenken an Weltin an der Universität Wien eine Tagung abgehalten. Die Beiträge wurden 2018 unter dem Titel Adel und Verfassung im hoch- und spätmittelalterlichen Reich veröffentlicht.

## Schriften (Auswahl)
Herausgeberschaften
- Babenberger-Forschungen (= Jahrbuch für Landeskunde von Niederösterreich. Neue Folge 42). Verein für Landeskunde von Niederösterreich und Wien, Wien 1976 (gesamtes Jahrbuch (PDF); Artikel. In: ZOBODAT.at. OÖ Landes-Kultur GmbH).
- mit Andreas Kusternig: Ottokar-Forschungen (= Jahrbuch für Landeskunde von Niederösterreich. Neue Folge 44/45). Verein für Landeskunde von Niederösterreich und Wien, Wien 1978/79 (gesamtes Jahrbuch (PDF); Artikel. In: ZOBODAT.at. OÖ Landes-Kultur GmbH).
- mit Andreas Kusternig: Kuenringer-Forschungen (= Jahrbuch für Landeskunde von Niederösterreich. Neue Folge 46/47). Verein für Landeskunde von Niederösterreich, Wien 1980/81 (gesamtes Jahrbuch (PDF); Artikel. In: ZOBODAT.at. OÖ Landes-Kultur GmbH).
- Urkunde und Geschichte. Niederösterreichs Landesgeschichte im Spiegel der Urkunden seines Landesarchivs. Niederösterreichisches Landesarchiv, St. Pölten 2004, ISBN 3-85028-378-X.

Quellenedition
- mit Roman Zehetmayer: Niederösterreichisches Urkundenbuch. Erster Band. 777 bis 1076 (= Publikationen des Instituts für Österreichische Geschichtsforschung. Reihe VIII, Band 1). St. Pölten 2008, ISBN 978-3-85028-465-3.
- mit Roman Zehetmayer, Dagmar Weltin: Niederösterreichisches Urkundenbuch. Zweiter Band. (1078–1158) (= Publikationen des Instituts für Österreichische Geschichtsforschung. Reihe VIII, Band 2). St. Pölten 2013, ISBN 978-3-85028-623-7.

Aufsatzsammlung
- Folker Reichert, Winfried Stelzer: Das Land und sein Recht. Ausgewählte Beiträge zur Verfassungsgeschichte Österreichs im Mittelalter (= Mitteilungen des Instituts für Österreichische Geschichtsforschung. Ergänzungsband. Band 49). Oldenbourg, Wien 2006, ISBN 3-7029-0543-X (19 Forschungsbeiträge Weltins, die zwischen 1973 und 2003 erstmals publiziert wurden; zusätzlich Schriftenverzeichnis S. 565–569).